# Clergé de Elder
Clergé de Elder (lebte im 18. Jahrhundert, Geburts- und Sterbedaten unbekannt) gilt als der erste Weltmeister der Sportgeschichte. Diese ersten Weltmeisterschaften in einem Sport überhaupt wurden im Real Tennis ausgetragen.
Clergé de Elder wurde 1740 der erste Weltmeister und verteidigte seinen Titel bis 1765, als ihm Raymond Masson nachfolgte. Geburts- und Sterbedaten von Clergé de Elder sind unbekannt.